# Wc-eend

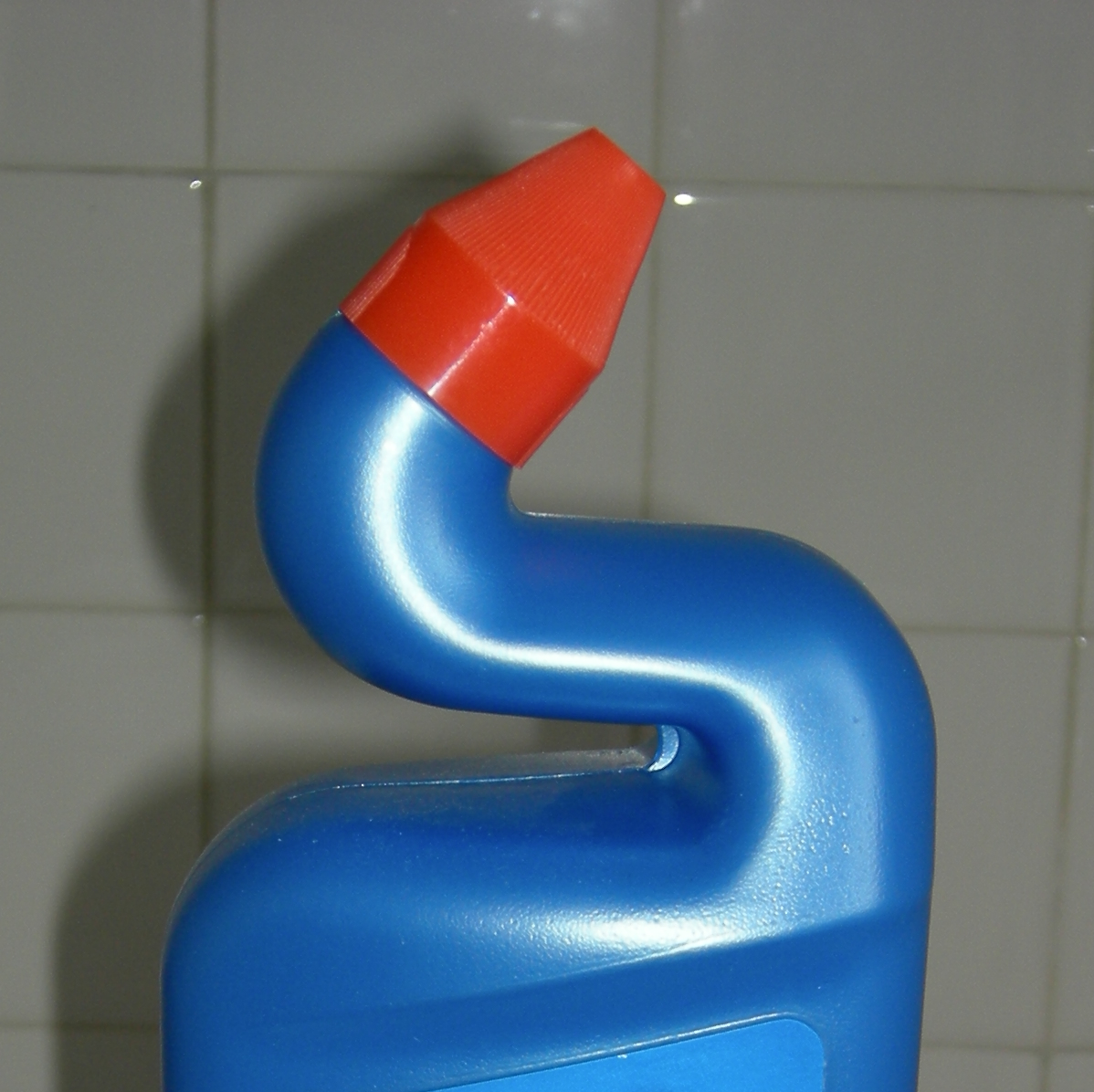
Wc-eend

Wc-eend (gestileerd als WC-EEND) is een toiletreinigingsproduct dat in 1982 op de Nederlandse markt werd gebracht. De wc-eend-fles heeft een bocht vergelijkbaar met een zwanenhals waarmee makkelijker onder de wc-rand kan worden gespoten. Later werden er meer toiletproducten aan het assortiment toegevoegd. Het merk is onderdeel van S. C. Johnson & Son, Inc.
Het ontwerp van de flessenhals is afkomstig van Walter Düring uit Dällikon, Zwitserland. 

## Slagzin
Wc-eend is in Nederland ook bekend vanwege de slagzin Wij van Wc-eend adviseren Wc-eend, daterend uit 1989. Tot in 1996 werd deze slagzin gebruikt bij onder andere tv-reclames. De slagzin wordt sinds de introductie in Nederland ook overdrachtelijk gebruikt als een persoon, bedrijf of instelling zijn eigen werk lovend aanprijst.